# The Trump Organization
The Trump Organization — основная компания Дональда Трампа, известного американского застройщика, 45-го и 47-го президента США. Трамп являлся генеральным директором компании до 2017 года. Она контролирует недвижимость, отели, гольф-клубы и прочие объекты бизнеса (кроме казино).
Его старшие дети — Дональд Трамп-младший и Эрик — исполнительные вице-президенты компании. Главный офис The Trump Organization находится в Trump Tower в Манхэттене, Нью-Йорк.

## История
В 1923 году Элизабет Трамп (бабушка Дональда Трампа) вместе со своим 18-летним сыном Фредом Трампом (отцом Дональда Трампа) основали строительную компанию, назвав её Е. Trump & Son. За время своего существования она возвела более сотни домов в Куинсе.
В условиях углубляющейся депрессии компания обанкротилась. В 1933 году Фред открыл супермаркет под названием "Trump Market", вскоре продал его и вернулся к бизнесу с недвижимостью. Примерно в то же время он приобрёл компанию по обслуживанию ипотечных кредитов J. Lehrenkrauss & Co., которая обанкротилась и впоследствии была распущена из-за обвинений в мошенничестве. Это дало Трампу доступ ко многим объектам недвижимости, находящимся на грани выкупа, которые он купил по низкой цене и продал с существенной прибылью. Вскоре Фред стал одним из самых успешных бизнесменов Нью-Йорка. В 1935 году компания переехала в Бруклин.
Во время Второй мировой войны Трамп построил квартиры и временное жильё для военнослужащих в Виргинии и Пенсильвании. В 1944 году он переключил свое внимание обратно на Бруклин и начал планировать строительство больших многоквартирных домов. В 1949 году был открыт комплекс Shore Haven на 1344 квартиры. Впоследствии были возведены Beach Haven и Trump Village в 1950 и 1964 году соответственно.

### Под руководством Дональда Трампа
Дональд Трамп работал в бизнесе своего отца во время учебы в Пенсильванском университете, а в 1968 году официально присоединился к семейному бизнесу. В начале 1970-х годов Фред стал председателем правления, а Дональд — президентом компании. Примерно в 1973 году состоялся процесс ребрендинга в The Trump Organization. Ранее компания называлась The Fred C. Trump Organization, The Fred Trump Organization или The Trump Organization, однако не имела ни одного официального названия.
Дональд Трамп сосредоточил свои усилия на крупных проектах в Манхэттене, включая реконструкцию отеля Commodore в партнёрстве с Hyatt (открыт в 1980 году); строительство Trump Tower в партнёрстве с The Equitable (1983) и возведение Trump Plaza (1984). Он также открыл три отеля-казино в Атлантик-Сити, штат Нью-Джерси: Trump Plaza (1984), Trump Castle (1985) и Trump Taj Mahal (1990).
В 1990 году на фоне резкого падения цен на недвижимость Trump Organization находилась на грани банкротства, поскольку конгломерат задолжал 72 банкам в общей сложности 4 миллиарда долларов. Трамп нанял Стивена Болленбаха в качестве главного финансового директора, в то время как Аллен Вайссельберг продолжил работать под его началом в качестве контролёра. Впоследствии Трамп был вынужден отказаться от некоторых объектов недвижимости, включая авиакомпанию Trump Shuttle и долю в отеле «Plaza». Болленбах покинул компанию в 1992 году. В 1995 году Трамп сделал ещё один важный шаг к укреплению финансовой стабильности, основав Trump Hotels & Casino Resorts. Однако дела у компании, управляющей игорным бизнесом, шли не так хорошо, и Трамп в конечном итоге потерял свою долю в компании из-за банкротства.
В 2017 году 38 торговым маркам, связанным с именем Дональда Трампа, дали одобрение власти Китая, что позволяет компании развивать бизнес на китайском рынке. В том же году Мексиканский институт промышленной собственности одобрил серию торговых марок для бренда Trump.

## Судебные разбирательства
16 февраля 2024 года суд Нью-Йорка признал Дональда Трампа виновным по делу о мошенничестве при оценке активов The Trump Organization. The Trump Organization завысила стоимость активов в документации, а также фальсифицировала финансовые отчёты, чтобы получить более благоприятные условия по кредитам и страховке. Суд обязал Трампа выплатить около $355 млн в качестве штрафа.

## Объекты недвижимости
| Гольф-клубы                                                         | Гольф-клубы                                      | Гольф-клубы   | Гольф-клубы    |
| Объект                                                              | Место                                            | Стоимость     | Прим.          |
| ------------------------------------------------------------------- | ------------------------------------------------ | ------------- | -------------- |
| Trump International Golf Club                                       | Уэст-Палм-Бич, Флорида, США                      | 25-50 млн $   | [ 45 ] [ 46 ]  |
| Trump National Golf Club                                            | Джупитер, Флорида, США                           | 50 млн $      | [ 46 ] [ 47 ]  |
| Trump National Golf Club                                            | Стерлинг, Виргиния, США                          | 50-55 млн $   | [ 46 ] [ 48 ]  |
| Trump National Doral Miami (с гостиничным комплексом)               | Дорал, Флорида, США                              | 51-56 млн $   | [ 46 ] [ 49 ]  |
| Trump National Golf Club                                            | Колтс-Нек, Нью-Джерси, США                       | 50 млн $      | [ 46 ] [ 50 ]  |
| Trump National Golf Club                                            | Брайрклифф-Мэнор, Нью-Йорк, США                  | 50 млн $      | [ 46 ] [ 51 ]  |
| Trump National Golf Club                                            | Гоупвелл-Джанкшен, Нью-Йорк, США                 | 5-25 млн $    | [ 46 ] [ 52 ]  |
| Trump National Golf Club                                            | Бедминстер, Нью-Джерси, США                      | 50 млн $      | [ 46 ] [ 53 ]  |
| Trump National Golf Club                                            | Пайн-Гилл, Нью-Джерси, США                       | 5-25 млн $    | [ 46 ] [ 54 ]  |
| Trump National Golf Club                                            | Ранчо-Палос-Вердес, Калифорния, США              | 50 млн $      | [ 46 ] [ 55 ]  |
| Trump National Golf Club                                            | Шарлотт, Северная Каролина, США                  | 5-25 млн $    | [ 46 ] [ 56 ]  |
| Trump Golf Links                                                    | Фэрри Поинт, Нью-Йорк, США                       | 5-25 млн $    | [ 46 ] [ 57 ]  |
| Trump International Golf Links (с гостиничным комплексом)           | Балмеди, Шотландия, Великобритания               | 50 млн $      | [ 46 ] [ 58 ]  |
| Trump International Golf Links and Hotel (с гостиничным комплексом) | Дунбег, Клэр, Ирландия                           | 5-25 млн $    | [ 46 ] [ 59 ]  |
| Trump Turnberry (с гостиничным комплексом)                          | Ферт-оф-Клайд, Айршир, Шотландия, Великобритания | 50 млн $      | [ 46 ] [ 60 ]  |
| Trump International Golf Club                                       | Дубай, ОАЭ                                       | 30-115 тыс. $ | [ 46 ] [ 61 ]  |
| Trump World Golf Club                                               | Дубай, ОАЭ                                       | планируются   | [ 62 ]         |
| Trump International Resort & Golf Club (с гостиничным комплексом)   | Лидо, Индонезия                                  | планируются   | [ 63 ]         |
| Trump International Resort & Golf Club (с гостиничным комплексом)   | Бали, Индонезия                                  | планируются   | [ 64 ]         |
| Гостиницы                                                           |                                                  |               |                |
| Объект                                                              | Место                                            | Стоимость     | Прим.          |
| The Albemarle Estate at Trump Winery                                | Шарлотсвилл, Виргиния, США                       | —             | [ 65 ]         |
| Trump International Hotel and Tower                                 | Колумбус-Серкл, Нью-Йорк, США                    | 6-30 млн $    | [ 46 ] [ 66 ]  |
| Trump International Hotel and Tower                                 | Чикаго, Иллинойс, США                            | 50 млн $      | [ 46 ] [ 67 ]  |
| Trump International Hotel                                           | Пенсильвания-авеню, Вашингтон, США               | 50 млн $      | [ 46 ] [ 68 ]  |
| Trump International Hotel                                           | Лас-Вегас, Невада, США                           | 50-55 млн $   | [ 46 ] [ 69 ]  |
| Trump International Hotel                                           | Гонолулу, Гавайи, США                            | 1-15 тыс. $   | [ 46 ] [ 70 ]  |
| Здания                                                              |                                                  |               |                |
| Объект                                                              | Место                                            | Стоимость     | Прим.          |
| Trump Building                                                      | Манхэттен, Нью-Йорк, США                         | 50 млн $      | [ 46 ] [ 71 ]  |
| Trump Tower                                                         | Манхэттен, Нью-Йорк, США                         | 150 млн $     | [ 46 ] [ 72 ]  |
| Trump World Tower                                                   | Манхэттен, Нью-Йорк, США                         | 5-25 млн $    | [ 46 ] [ 73 ]  |
| Trump Palace                                                        | Манхэттен, Нью-Йорк, США                         | 1-5 млн $     | [ 74 ]         |
| Trump Park Avenue                                                   | Манхэттен, Нью-Йорк, США                         | 50 млн $      | [ 46 ] [ 75 ]  |
| Trump Parc                                                          | Манхэттен, Нью-Йорк, США                         | 15-50 тыс. $  | [ 46 ] [ 76 ]  |
| Trump Parc East                                                     | Манхэттен, Нью-Йорк, США                         | 25-50 млн $   | [ 46 ] [ 77 ]  |
| Trump Plaza                                                         | Манхэттен, Нью-Йорк, США                         | 30-75 млн $   | [ 46 ] [ 78 ]  |
| 200 Riverside Boulevard                                             | Манхэттен, Нью-Йорк, США                         | —             | [ 79 ]         |
| 220 Riverside Boulevard                                             | Манхэттен, Нью-Йорк, США                         | —             | [ 80 ]         |
| 240 Riverside Boulevard                                             | Манхэттен, Нью-Йорк, США                         | —             | [ 81 ]         |
| 1290 Avenue of the Americas                                         | Манхэттен, Нью-Йорк, США                         | 50 млн $      | [ 46 ] [ 82 ]  |
| 555 California Street                                               | Сан-Франциско, Калифорния, США                   | 50 млн $      | [ 46 ] [ 83 ]  |
| Trump Park Residences                                               | Йорктаун, Нью-Йорк, США                          | —             | [ 84 ]         |
| Trump Tower City Center                                             | Уайт-Плейнс, Нью-Йорк, США                       | —             | [ 85 ]         |
| 610 Park Avenue                                                     | Парк-авеню, Нью-Йорк, США                        | —             | [ 86 ]         |
| Trump Bay Street                                                    | Джерси-Сити, Нью-Джерси, США                     | —             | [ 87 ]         |
| Trump Plaza                                                         | Джерси-Сити, Нью-Джерси, США                     | —             | [ 88 ]         |
| Trump Towers                                                        | Санни-Айлс-Бич, Флорида, США                     | —             | [ 89 ]         |
| Trump Hollywood                                                     | Холливуд, Флорида, США                           | —             | [ 90 ]         |
| Trump Towers                                                        | Пуна, Индия                                      | —             | [ 91 ]         |
| Trump Tower                                                         | Мумбаи, Индия                                    | —             | [ 92 ]         |
| Trump Tower                                                         | Калькутта, Индия                                 | —             | [ 93 ]         |
| Trump Tower                                                         | Дели, Индия                                      | —             | [ 94 ]         |
| Trump Tower                                                         | Макати, Манила, Филиппины                        | —             | [ 95 ]         |
| Trump World                                                         | Сеул, Республика Корея                           | —             | [ 96 ]         |
| Trump Towers                                                        | Шишли, Стамбул, Турция                           | 15-50 тыс. $  | [ 46 ] [ 97 ]  |
| Trump Tower                                                         | Пунта-дель-Эсте, Уругвай                         | —             | [ 98 ]         |
| Владения                                                            |                                                  |               |                |
| Объект                                                              | Место                                            | Стоимость     | Прим.          |
| MacLeod House & Lodge                                               | Абердин, Шотландия, Великобритания               | —             | [ 99 ]         |
| Le Chateau des Palmiers                                             | Сен-Мартен, Франция                              | 25-50 млн $   | [ 46 ] [ 100 ] |
| Seven Springs                                                       | Уэстчестер, Нью-Йорк США                         | 25-50 млн $   | [ 46 ] [ 101 ] |
| Mar-a-Lago                                                          | Палм-Бич, Флорида США                            | 50 млн $      | [ 46 ] [ 102 ] |